# East New Market (Maryland)
East New Market es un pueblo ubicado en el condado de Dorchester en el estado estadounidense de Maryland. En el año 2010 tenía una población de 400 habitantes y una densidad poblacional de 2.000 personas por km².

## Geografía
East New Market se encuentra ubicado en las coordenadas 38°35′46″N 75°55′25″O / 38.59611, -75.92361.

## Demografía
Según la Oficina del Censo en 2000 los ingresos medios por hogar en la localidad eran de $ 50.417 y los ingresos medios por familia eran $ 56.429. Los hombres tenían unos ingresos medios de $ 36.250 frente a los $21.389 para las mujeres. La renta per cápita para la localidad era de $ 22.374. Alrededor del 4,1% de la población estaba por debajo del umbral de pobreza.